# آندره برنتزن
آندره برنتزن (انگلیسی: Andrea Berntzen؛ زادهٔ ۲۵ فوریهٔ ۱۹۹۸) هنرپیشه، دانش‌آموز اهل نروژ است.
از فیلم‌ها یا برنامه‌های تلویزیونی که وی در آن نقش داشته‌است می‌توان به اوتایا: ۲۲ ژوئیه اشاره کرد.